# Станція в гірничому транспорті
Станція в гірничому транспорті – пункт зупинки сухопутного транспорту (залізничного, автомобільного тощо), що курсує за певним маршрутом, а також сукупність пристроїв і споруд на цьому пункті. Транспортний роздільний пункт, що має колійний розвиток, на якому окрім схрещення й обгону поїздів виконуються інші операції: навантаження і розвантаження, формування і розформування поїздів, відчеплення вагонів, екіпірування локомотивів та ін.

## Різновиди
- Станція кар'єрна – станція, що розташована у кар’єрі і призначена для розподілу вантажопотоків порід розкриву і корисної копалини, за спеціалізованими відповідно напрямками.
- Станція породна – станція, що розташована між кар'єром і відвалами і призначена для обслуговування вантажопотоку порід розкриву, а також для технічного обслуговування потягів (екіпірування локомотивів, технічний огляд, дрібний ремонт рухомого складу та ін.).
- Станція розвантажувальна – станція, призначена для розвантаження корисної копалини в прийомні пристрої бункерів збагачувальної фабрики.